# Ноэль, Альфонс-Леон
Альфо́нс-Лео́н Ноэль (фр. Alphonse-Léon Noël; 7 февраля 1807, бывший 12-й округ Парижа — 30 декабря 1883[…], XVII округ Парижа) — французский гравёр, рисовальщик на камне.
Выпускник парижской Школы изящных искусств, где обучался у Антуана Гро и Луи Эрсана.
Исполнил больше тысячи литографий, в том числе:
- 600 портретов (короля Луи-Филиппа, Наполеона III, английской королевы Виктории, бельгийского короля Леопольда I, писателя А. Дюма-отца, поэта Беранже, композиторов Шуберта, Листа и др.);
- литографии с знаменитых картин дрезденской галереи;
- с произведений французов Делорма, Рокплана, Дюбюфа и Л. Конье, немцев Овербека, Винтергалтера и Бендемана и других.

Награждён орденом Почётного легиона (1855).